# Dangerous to Men
Dangerous to Men er en amerikansk stumfilm fra 1920 af William C. Dowlan.

## Medvirkende
- Viola Dana som Elisa
- Milton Sills som Sandy Verrall
- Edward Connelly som John Vandam
- Josephine Crowell som Henrietta
- Marian Skinner som Bird
- John P. Morse som Tommy
- James O. Barrows som Gregory
- Mollie McConnell som Ellen
- Helen Raymond som Vera Raymond
- Mary Beaton
- Esther Ralston
- Doris Baker